# Sarax willeyi
Sarax willeyi är en spindeldjursart som beskrevs av Simon 1892. Sarax willeyi ingår i släktet Sarax och familjen Charinidae. Inga underarter finns listade i Catalogue of Life.